# Alessia Mazzaro
Alessia Mazzaro, född 19 september 1998, är en italiensk volleybollspelare (center).
Hon började sin karriär på högre nivå i Unione Sportiva Cistellum Volley i serie B2 säsongen 2012/2013. Säsongen 2014/2015 började hon spela med Unione Sportiva Pro Victoria Pallavolo Monza, först i ett reservlag som även det spelade i serie B2, men året efter började hon spela med förstalaget. Det spelade då i serie A2, men genom en framgångsrik säsong kvalificerade sig laget för serie A1 (den översta serien i det italienska seriesystemet). Mazzaro kom dock inte att följa med laget upp, utan gick istället över till Polisportiva Filottrano Pallavolo som  också spelade i serie A2, men som under Mazzaros första säsong  kvalificerade sig för serie A1. Denna gången stannade hon kvar och gjorde därigenom debut i högsta serien. Säsongen 2018/2019 gick hon över till Pallavolo Scandicci Savino Del Bene och den följande säsongen till Chieri '76 Volleyball. 
Mazzaro gjorde debut i U18-landslaget 2015 och vann VM-guld med laget. Hon gjorde debut i seniorlandslaget 2021 och var med i laget som vann EM samma år.